# 堺市立東陶器小学校
堺市立東陶器小学校（さかいしりつ ひがしとうき しょうがっこう）は、大阪府堺市中区にある公立小学校。

## 沿革
- 1872年6月18日 - 現在の陶器北にある月輪寺において和泉国第三区郷学校創立
- 1873年5月 - 泉州十六番小学校と改称。
- 1875年5月 - 和泉国北村小学校と改称。
- 1881年4月 - 現在地に移転。
- 1887年4月 - 公立北村小学校と改称。
- 1893年4月1日 - 北村尋常小学校と改称。
- 1900年11月19日 - 泉北郡東陶器尋常小学校と改称。
- 1921年4月1日 - 泉北郡東陶器尋常高等小学校に改称。
- 1941年4月1日 - 国民学校令により、泉北郡東陶器国民学校に改称。
- 1946年4月1日 - 学制改革により、泉北郡東陶器村立東陶器小学校と改称。
- 1955年4月1日 - 泉北郡泉ヶ丘町立東陶器小学校と改称。
- 1959年5月3日 - 堺市立東陶器小学校と改称。
- 1979年4月1日 - 堺市立福田小学校を分離。

## 通学区域
- 堺市中区 上之、陶器北の一部、福田の一部、見野山、三原台3丁の一部、三原台4丁の一部。

卒業生は基本的に堺市立泉ヶ丘東中学校に進学する。

## 交通
- 南海高野線 北野田駅 南西へ約1.8km。

## 著名な出身者
- 石川慎吾（プロ野球選手、千葉ロッテマリーンズ）
- 佐岡真弐（アメリカンフットボール選手）